# 依洛乡
依洛乡，是中华人民共和国四川省凉山彝族自治州喜德县曾经下辖的一个乡。2021年1月12日，撤销依洛乡，将其所属行政区域划归米市镇管辖。

## 行政区划
依洛乡撤销前下辖以下地区：
依洛村、则觉村、把根村、依普书村和乃加村。